# Contea di Wayne (Indiana)
La contea di Wayne (in inglese Wayne County) è una contea dello Stato dell'Indiana, negli Stati Uniti. La popolazione al censimento del 2000 era di 71 097 abitanti. Il capoluogo di contea è Richmond.